# Declaração de Cusco

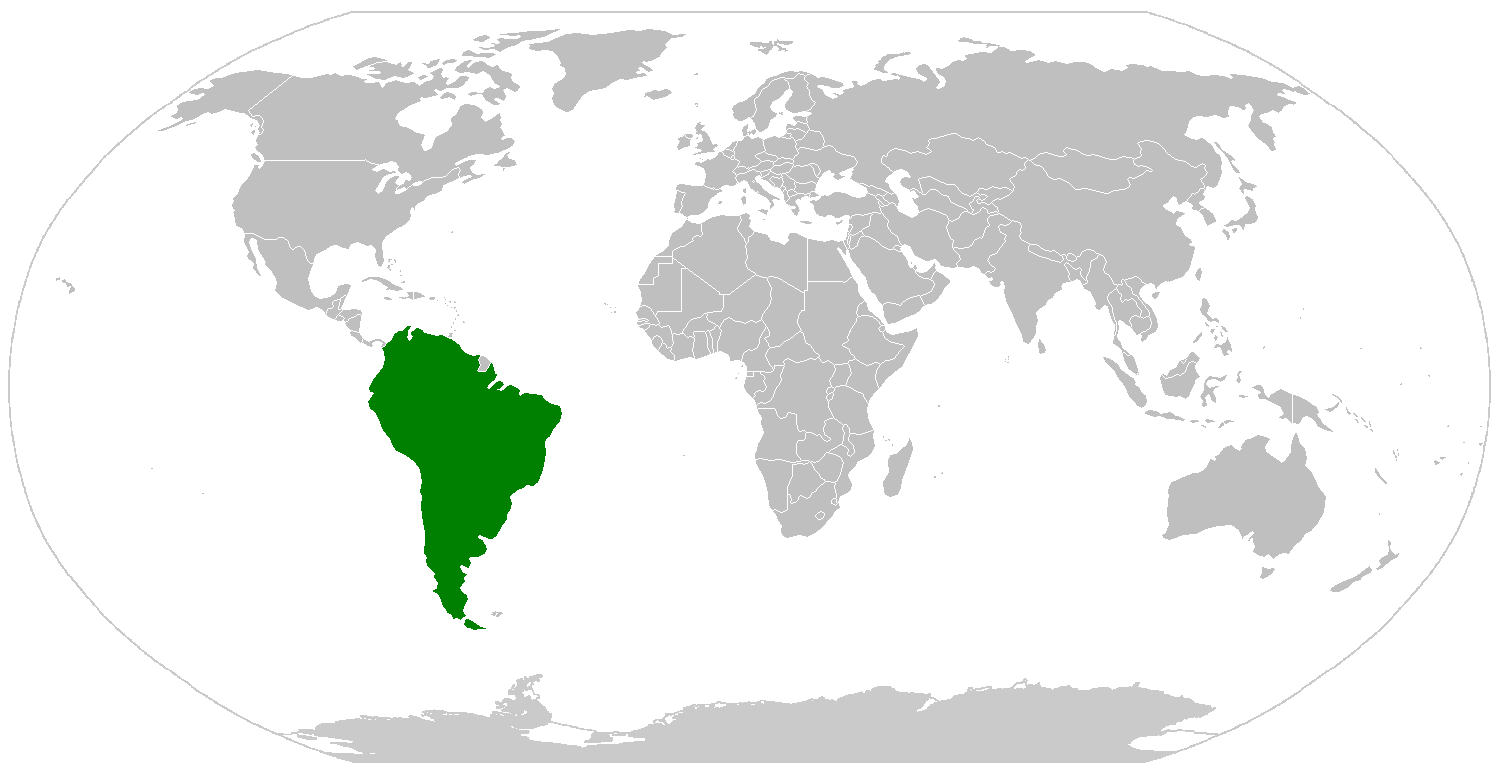
Localização da Comunidade Sul-Americana de Nações.

Declaração de Cuzco foi um documento redigido depois da III Reunião de Presidentes da América do Sul, em Cusco, Peru, em 8 dezembro de 2004. O instrumento foi assinado por todos os 12 países da América do Sul: Brasil, Argentina, Bolívia, Chile, Colômbia, Equador, Guiana, Paraguai, Peru, Suriname, Uruguai e Venezuela. O documento se resume a estabelecer parâmetros igualitários entre os países da América do Sul nas áreas políticas, social, econômico, ambiental e de infra-estrutura.